# Alfonso Saldarriaga
Alfonso Saldarriaga (Callao, Perú; 23 de enero de 1902-Callao; 8 de marzo de 1985). Fue un futbolista peruano que jugaba como defensa e integró la selección de fútbol del Perú en sus primeros años. Sus padres fueron Silvestre Saldarriaga y Josefina de Osma.

## Trayectoria
Se inició en el futbol en el desaparecido club Union Buenos Aires del Callao, para luego integrar las filas del Club Atlético Chalaco. Casi siempre fue requerido para integrar la Selección de fútbol de Perú.
Fue protagonista de partidos históricos como aquel combinado chalaco que le ganó a la Selección de fútbol de Uruguay en 1924, y el partido ante el Real Madrid en 1927.
Viajó a Chile en 1936, junto a otros nueve futbolistas peruanos, para jugar en Everton de Viña del Mar.

## Selección nacional
Fue internacional con la Selección de fútbol del Perú en 6 partidos entre 1927 y 1929. Fue titular en el primer partido oficial que tuvo la selección peruana realizado el 1 de noviembre contra la selección uruguaya en el Campeonato Sudamericano 1927.
Falleció viudo en la noche del 8 de marzo de 1985 en el Hospital Nacional Daniel Alcides Carrión del Callao a los 83 años. Estuvo casado con Consuelo Ramírez.

### Participaciones en Copa América
| Copa América      | Sede      | Resultado |
| ----------------- | --------- | --------- |
| Copa América 1927 | Perú      | Tercero   |
| Copa América 1929 | Argentina | Cuarto    |

## Clubes
| Club                                          | País  | Año       |
| --------------------------------------------- | ----- | --------- |
| Unión Buenos Aires                            | Perú  | 1919-1926 |
| Club Atlético Chalaco                         | Perú  | 1927-1928 |
| Hidroaviación                                 | Perú  | 1929-1930 |
| Club Atlético Chalaco                         | Perú  | 1931-1935 |
| Corporación Deportiva Everton de Viña del Mar | Chile | 1936      |